# Cistanche allochroa
Cistanche allochroa är en snyltrotsväxtart som beskrevs av Emilio Chiovenda. Cistanche allochroa ingår i släktet Cistanche och familjen snyltrotsväxter. Inga underarter finns listade i Catalogue of Life.